# Ельвіра Серочинська
Ельвіра Серочинська (пол. Elwira Seroczyńska; нар. 1 травня 1931, Вільнюс — пом. 24 грудня 2004, Лондон) — польська ковзанярка, призер Олімпійських ігор.

## Ранні роки
Ельвіра Потапович разом з батьками переїхала в 1947 році з Вільнюса до Польщі в Ельблонг, а з 1953 року жила в Варшаві. В 1955 році вийшла заміж за ковзаняра Яцека Серочинського.

## Спортивна кар'єра
Ковзанярським спортом почала займатися ще в Ельблонгу.
В 1957 році вперше змагалася на чемпіонаті світу в класичному багатоборстві, де зайняла загальне 11-е місце. Пропустивши чемпіонат світу 1958 року через народження дитини, в 1959 році Ельвіра зайняла на чемпіонаті світу 10-е місце, а в 1960 — 11-е.

### Виступи на Олімпіадах
Зимові Олімпійські ігри 1960 стали першими, на яких в ковзанярському спорті змагалися жінки.
Серочинська взяла участь в забігах на всіх чотирьох дистанціях.
20 лютого 1960 року в першому на Олімпіаді змаганні серед жінок на дистанції 500 м Серочинська розділила шосте місце з радянською ковзаняркою Кларою Гусєвою, більше ніж на 0,5 сек відставши від призерів.
Наступного дня в забігу на дистанції 1500 м Клара Гусєва, стартуючи в першій парі, фінішувала з новим олімпійським рекордом часу 2:28,7. Ельвіра Серочинська, яка бігла в сьомій парі, зуміла перевершити час Гусєвої на 3 секунди, встановивши новий рекорд 2:25,7 і захопивши лідерство. Її час залишався кращим до забігу останньої цього дня пари — радянської ковзанярки Лідії Скобликової і польської Гелени Пілейчик. Обидві ковзанярки стартували дуже щвидко, не поступаючись графіку Серочинської, та все ж на останніх 500 метрах Скобликова відірвалася від суперниці,  фінішувала з часом 2:25,2, оновивши олімпійський рекорд, і виборола золоту медаль, посунувши Серочинську на друге місце.
22 лютого 1960 року повинне було стати зоряним часом Ельвіри Серочинської. В забігах на дистанції 1000 м Клара Гусєва знов стартувала в першій парі і знов фінішувала з олімпійським рекордом 1:34,1. Ніхто не зміг пробігти краще. Тільки Серочинська бігла, випереджаючи не тільки олімпійський рекорд Гусєвої, але і світовий на 4 секунди, поки не спіткнулася і не впала перед фінішною прямою за 150 метрів до фінішу.
На дистанції 3000 м на цій Олімпіаді Серочинська була 7-ю.
На своїй другій Олімпіаді 1964 Ельвіра Серочинська виступила посередньо.
| Олімпіада       | Дисципліна | Місце |
| --------------- | ---------- | ----- |
| Скво-Веллі 1960 | 500 м      | 6     |
| Скво-Веллі 1960 | 1000 м     | DNF   |
| Скво-Веллі 1960 | 1500 м     | 2     |
| Скво-Веллі 1960 | 3000 м     | 7     |
| Інсбрук 1964    | 500 м      | 16    |
| Інсбрук 1964    | 1000 м     | 22    |
| Інсбрук 1964    | 1500 м     | 26    |